# La Voce Repubblicana
La Voce Repubblicana es el órgano de prensa del Partido Republicano Italiano (PRI). El periódico fue fundado en 1921 y desde 2014 es solo un periódico en línea.

## Historia
El primer número del periódico salió el 15 de enero de 1921 en Roma. Reemplazó al semanario L'Iniziativa, que había aparecido en diciembre de 1912 como órgano oficial del partido Republicano. Su primer director fue Giovanni Conti, al que sucedió muy pronto Ferdinando Schiavetti (noviembre de 1922 - octubre de 1926). El 31 de octubre de 1926, el periódico fue prohibido por el régimen fascista. Antes de su cierre, el diario pudo contar con la colaboración de Carmelo Puglionisi, autor del libro Sciacalli, en el que relata la historia de los exiliados antifascistas italianos en París.
La cabecera volvió a los quioscos tras la caída del fascismo. El primer número de esta segunda etapa salió en agosto. Durante la ocupación nazi de Roma, se publicaron clandestinamente otros diez números, hasta la liberación de Roma. El 10 de junio de 1944, La Voce Repubblicana reanudó las publicaciones periódicas, bajo la dirección del fundador, Giovanni Conti. A partir de entonces, se publicó como periódico vespertino (6 números semanales) hasta 1973.
En los años 60 «La Voce Repubblicana» tenía su sede en via dell'Aracoeli; luego se trasladó al no. 146 vía Tomacelli. La redacción se dividía en cinco servicios: político, exterior, económico, informativo, cultural. La revista tenía un formato de 6-8 páginas, que se elevó a 24 o 36 con motivo de la preparación de algunos números especiales. La imagen del periódico fue diseñada por Michele Spera. El concesionario de la publicidad era el conocido Sipra, encargado de recoger los anuncios también de la Rai y de otros diarios del partido.
A partir de mayo de 1973, la llegada al quiosco se adelantó de la tarde a la mañana. En 1975 se introdujo una innovación tecnológica: la transmisión por facsímil (mediante el fax, es decir, la teletransmisión) de las páginas del periódico desde la imprenta de Roma a las oficinas locales. El periódico se vio obligado a cerrar en diciembre de 1978 debido a problemas financieros. Para no perder la titularidad de la cabecera, se publicaron algunos números firmados por Oddo Biasini (director) y Giuseppe Marchetti Tricamo (director responsable).
En 1981, Giovanni Spadolini, secretario del partido y anterior director del Corriere della Sera, decidió relanzar el periódico cambiando al formato tabloide de ocho páginas (luego creció a doce y luego a dieciséis); mantuvo la tradicional Terza pagina incluso en el nuevo formato. Salió en la tarde de martes a sábado. La sede del periódico se fijó en el edificio de Piazza dei Caprettari donde tenía su sede el propio partido. El proyecto del "nuevo periódico" (realizado por Giovanni Spadolini) había sido finalizado unos años antes por Giuseppe Marchetti Tricamo para Ugo La Malfa .
Entre 1986 y 1988, el periódico pasó de la fotocomposición a la computadora, convirtiéndose en uno de los primeros periódicos italianos en introducir esta innovación. De nuevo obligado a cerrar en 1998, en junio de 1999 se reanuda la publicación con un folleto reducido a cuatro páginas, hasta junio de 2000 . En junio de 2003 volvió a los quioscos a instancias del nuevo secretario, Francesco Nucara . Con respecto a la edición anterior, el diario renovó su diseño gráfico y su formato.
A partir del 31 de diciembre de 2013, el periódico pasó de la versión en papel a la versión digital. Cada año «La Voce» publica un Almanaque Republicano, publicación que se puede adquirir por separado. El Almanacco Repubblicano es editado actualmente por Mauro Cascio. Entre las décadas de 1960 y 1970, la revista también tuvo una editorial asociada, las «Edizioni della Voce».

## Firmas
En su historia, el diario del PRI ha podido contar con importantes colaboraciones, como la de Sandro Ciotti en las páginas deportivas. Entre sus directores también estuvo Stefano Folli . Periodistas como Oscar Giannino, el ensayista Antonio Carioti y Stefano Tomassini también han escrito y trabajado para La Voce Repubblicana. Entre los colaboradores y excolaboradores de la revista se encuentran: Riccardo Brondolo, Alessandro Cecchi Paone, Laura Gigliotti, Agostino Pendola (hasta 1997) y Luca Tentoni .
La lista de jóvenes que comenzaron a trabajar con «La Voce Repubblicana» y luego hicieron carrera en el mundo del periodismo incluye entre otros:
- Maurizio Ambrogi, fue director adjunto de TG3 ;
- Aldo Carboni, fue subdirector de " Sol 24 ORE ";
- Stefano Folli, se convirtió en director del Corriere della Sera . También fue columnista de "Sole 24 Ore" y "Repubblica";
- Massimo Gaggi, se convirtió en corresponsal en Estados Unidos del «Corriere della Sera»;
- Guido Gentili, director de " Sol 24 ORE ";
- Davide Giacalone, columnista de varios diarios nacionales;
- Oscar Giannino, columnista de Radio 24 ;
- Edgardo Gulotta, fue subdirector de TG LA7 ;
- Pietro Jozzelli, se convirtió en redactor jefe de « Repubblica »;
- Giuseppe Mazzei, subdirector de noticias de la radio Rai ;
- Maurizio Molinari fue director de « Stampa » y de "Repubblica";
- Alberto Ronchey, director de « Stampa »;
- Achille Scalabrin fue durante muchos años redactor jefe del « Resto del Carlino ».
- Stefano Tomassini, trasladado a Rai 3, donde fue autor de Ballarò ;
- Giuliano Torlontano, jefe de la redacción política de TG5 ;
- Andrea Valentini, subdirector de Rai 3 .

## Directores

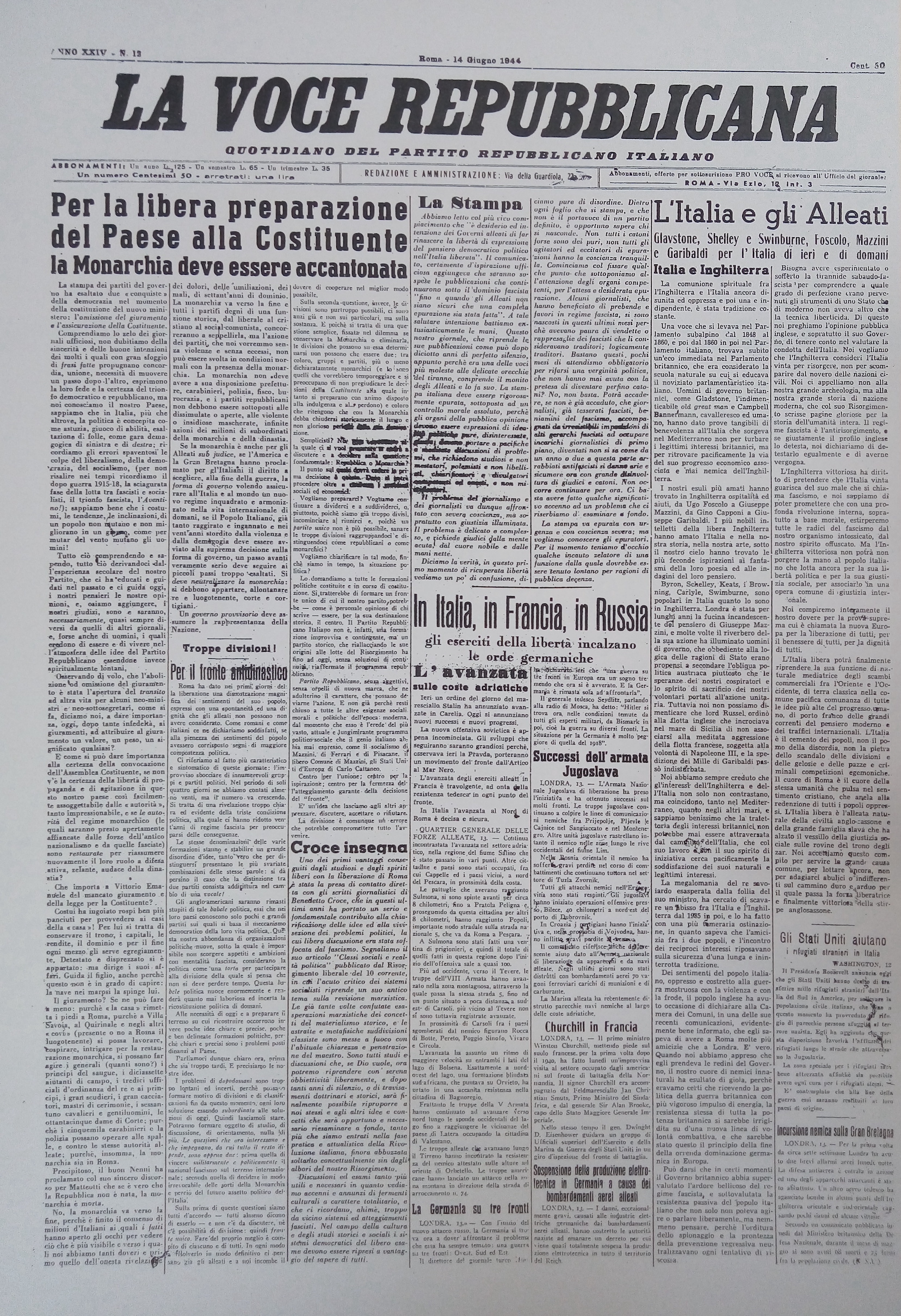
Portada del periódico del 14 de junio de 1944

- Giovanni Conti (15 de enero de 1921 - noviembre de 1922)
- Ferdinando Schiavetti (noviembre de 1922 - 31 de octubre de 1926)

Suspensión por orden del prefecto a raíz de la ley de prensa del 31 de diciembre de 1925 (1926-1943)Reanudación de publicaciones en agosto de 1943 en la clandestinidad.
- Giovanni Conti (10 de junio de 1944 - 27 de abril de 1945) (segunda vez)
- Randolfo Pacciardi (28 de abril de 1945 - 10 de abril de 1946)
- Francesco Perri (11 de abril - 2 de agosto de 1946)
- Appio Claudio Rocchi, editor jefe a cargo (3 al 31 de agosto de 1946)
- Luciano Magrini (1 de septiembre - 15 de octubre de 1946)
- Giulio Andrea Belloni[9] (16 de octubre de 1946 - 14 de febrero de 1947)
- Aurelio Natoli Lamantea (15 de febrero - 12 de junio de 1947)
- Randolfo Pacciardi (13 de junio - 19 de diciembre de 1947) (segunda vez)
- Antonio Calvi (20 de diciembre de 1947 - 25 de noviembre de 1951)
- Cino Macrelli, director político (25 de noviembre de 1951 - 1 de enero de 1959)

Michele Cifarelli, codirector responsable (25 de noviembre de 1951 - 1 de agosto de 1954)
Alberto Ronchey, Director General Adjunto (3 de agosto de 1954 - 31 de mayo de 1956)
Livio Zeno-Zencovich, Director Gerente Adjunto (1 de julio de 1956 - mayo de 1958)
Edgardo Bartoli, Director General Adjunto (1 de junio de 1958 - 1 de enero de 1959)
- Ugo La Malfa, director político (2 de enero de 1959 - 24 de marzo de 1962)

Pasquale Bandiera, director adjunto (2 de enero de 1959 - 24 de marzo de 1962)
- Pasquale Bandiera, (25 de marzo de 1962 - 2 de julio de 1972)

Adolfo Battaglia, codirector (7 de enero de 1967 - 2 de julio de 1972)
- Giuseppe Ciranna (3 de julio de 1972 - 3 de agosto de 1978)

Mario Di Bartolomei, codirector (3 de julio de 1972 - 3 de agosto de 1978)
- Giovanni Ferrara (4 de agosto - 31 de diciembre de 1978)

Mario Di Bartolomei, codirector (4 de agosto - 31 de diciembre de 1978)
Suspensión de la publicación
- Giovanni Spadolini, director político (6 de mayo de 1981 - 1 de agosto de 1987)

Stefano Folli, gerente (6 de mayo de 1981 - 1 de agosto de 1987)
- Giorgio La Malfa, director político (2 de agosto de 1987 - 11 de mayo de 1998)

Stefano Folli, gerente (2 de agosto de 1987 - 31 de agosto de 1989)
Andrea Valentini, gerente (1 de septiembre de 1989 - 17 de septiembre de 1991)
Domenico Berardi, gerente (18 de septiembre de 1991 - mayo de 1994)
Luca Paci, gerente (mayo - julio de 1994)
Giuseppe Ruspantini, gerente (20 de julio de 1994 - 11 de mayo de 1998)
Suspensión de publicaciones 
- Giorgio La Malfa, director político (7 de abril de 1999 - 23 de junio de 2000)

Giuseppe Ruspantini, director (7 de abril de 1999 - 23 de junio de 2000)
Suspensión de publicaciones
- Francesco Nucara, director general (10 de junio de 2003 – 2017)

Italico Santoro, codirector (9 de octubre de 2007 - 31 de marzo de 2011)
Cambiar a edición digital
- Bepi Pezzulli, directora general (del 7 de noviembre de 2020 al 31 de diciembre de 2021)
- Riccardo Bruno, director político (1 de enero de 2022 – en el cargo )

Paolo Morelli, gerente (1 de enero de 2022 – en el cargo )
Mauro Cascio, coordinador de gestión (1 de enero de 2021 – en funciones )